# Chinglensana Singh
Konsham Chinglensana Singh (Manipur, 27 novembre 1996) è un calciatore indiano, difensore del Bengaluru.

## Carriera

### Club
Ha giocato nella prima divisione indiana.

### Nazionale
Ha giocato nelle nazionali giovanili indiane Under-19 ed Under-23.
Nel 2021 ha esordito nella nazionale maggiore indiana. Nel 2023 viene convocato come fuoriquota insieme a Sandesh Jhingan e Sunil Chhetri per i giochi asiatici 2022.

## Statistiche

### Cronologia presenze e reti in nazionale
| Cronologia completa delle presenze e delle reti in nazionale ― India | Cronologia completa delle presenze e delle reti in nazionale ― India | Cronologia completa delle presenze e delle reti in nazionale ― India | Cronologia completa delle presenze e delle reti in nazionale ― India | Cronologia completa delle presenze e delle reti in nazionale ― India | Cronologia completa delle presenze e delle reti in nazionale ― India | Cronologia completa delle presenze e delle reti in nazionale ― India | Cronologia completa delle presenze e delle reti in nazionale ― India |
| Data                                                                 | Città                                                                | In casa                                                              | Risultato                                                            | Ospiti                                                               | Competizione                                                         | Reti                                                                 | Note                                                                 |
| -------------------------------------------------------------------- | -------------------------------------------------------------------- | -------------------------------------------------------------------- | -------------------------------------------------------------------- | -------------------------------------------------------------------- | -------------------------------------------------------------------- | -------------------------------------------------------------------- | -------------------------------------------------------------------- |
| 25-3-2021                                                            | Dubai                                                                | India                                                                | 1 – 1                                                                | Oman                                                                 | Amichevole                                                           | -                                                                    | 51’                                                                  |
| 7-6-2021                                                             | Doha                                                                 | Bangladesh                                                           | 0 – 2                                                                | India                                                                | Qual. Mondiali 2022                                                  | -                                                                    | 90+1’                                                                |
| 15-6-2021                                                            | Doha                                                                 | India                                                                | 1 – 1                                                                | Afghanistan                                                          | Qual. Mondiali 2022                                                  | -                                                                    | 35’                                                                  |
| 2-9-2021                                                             | Katmandu                                                             | Nepal                                                                | 1 – 1                                                                | India                                                                | Amichevole                                                           | -                                                                    |                                                                      |
| 5-9-2021                                                             | Katmandu                                                             | Nepal                                                                | 1 – 2                                                                | India                                                                | Amichevole                                                           | -                                                                    |                                                                      |
| 4-10-2021                                                            | Malé                                                                 | Bangladesh                                                           | 1 – 1                                                                | India                                                                | SAFF Championship 2021 - 1º turno                                    | -                                                                    |                                                                      |
| 13-10-2021                                                           | Malé                                                                 | India                                                                | 3 – 1                                                                | Maldive                                                              | SAFF Championship 2021 - 1º turno                                    | -                                                                    | 36’ 53’                                                              |
| 16-10-2021                                                           | Malé                                                                 | India                                                                | 3 – 0                                                                | Nepal                                                                | SAFF Championship 2021 - Finale                                      | -                                                                    |                                                                      |
| 26-3-2022                                                            | Riffa                                                                | India                                                                | 0 – 3                                                                | Bielorussia                                                          | Amichevole                                                           | -                                                                    | 76’                                                                  |
| 27-9-2022                                                            | Ho Chi Minh                                                          | Vietnam                                                              | 3 – 0                                                                | India                                                                | Amichevole                                                           | -                                                                    | 65’                                                                  |
| 22-3-2023                                                            | Imphal                                                               | India                                                                | 1 – 0                                                                | Birmania                                                             | Amichevole                                                           | -                                                                    |                                                                      |
| 3-9-2024                                                             | Hyderabad                                                            | India                                                                | 0 – 0                                                                | Mauritius                                                            | Coppa Intercontinentale 2024 - 1º turno                              | -                                                                    |                                                                      |
| Totale                                                               |                                                                      | Presenze                                                             | 12                                                                   |                                                                      | Reti                                                                 | 0                                                                    |                                                                      |

| Cronologia completa delle presenze e delle reti in nazionale ― India under 23 | Cronologia completa delle presenze e delle reti in nazionale ― India under 23 | Cronologia completa delle presenze e delle reti in nazionale ― India under 23 | Cronologia completa delle presenze e delle reti in nazionale ― India under 23 | Cronologia completa delle presenze e delle reti in nazionale ― India under 23 | Cronologia completa delle presenze e delle reti in nazionale ― India under 23 | Cronologia completa delle presenze e delle reti in nazionale ― India under 23 | Cronologia completa delle presenze e delle reti in nazionale ― India under 23 |
| Data                                                                          | Città                                                                         | In casa                                                                       | Risultato                                                                     | Ospiti                                                                        | Competizione                                                                  | Reti                                                                          | Note                                                                          |
| ----------------------------------------------------------------------------- | ----------------------------------------------------------------------------- | ----------------------------------------------------------------------------- | ----------------------------------------------------------------------------- | ----------------------------------------------------------------------------- | ----------------------------------------------------------------------------- | ----------------------------------------------------------------------------- | ----------------------------------------------------------------------------- |
| 21-9-2023                                                                     | Hangzhou                                                                      | India under 23                                                                | 1 – 0                                                                         | Bangladesh under 23                                                           | Giochi asiatici 2022 - 1º turno                                               | -                                                                             | 74’                                                                           |
| 24-9-2023                                                                     | Hangzhou                                                                      | Birmania under 23                                                             | 1 – 1                                                                         | India under 23                                                                | Giochi asiatici 2022 - 1º turno                                               | -                                                                             |                                                                               |
| 28-9-2023                                                                     | Hangzhou                                                                      | India under 23                                                                | 0 – 2                                                                         | Arabia Saudita under 23                                                       | Giochi asiatici 2022 - Ottavi di finale                                       | -                                                                             | 29’ 62’                                                                       |
| Totale                                                                        |                                                                               | Presenze                                                                      | 3                                                                             |                                                                               | Reti                                                                          | 0                                                                             |                                                                               |

## Palmarès

### Club

#### Competizioni nazionali
- Super Cup: 1

Goa: 2019
- Indian Super League: 1

Hyderabad: 2021-2022

### Nazionale
- SAFF Championship: 1

2021